# نوفلیه
نوفلیه (به عربی: النوفلیة) یک شهر در لیبی است که در استان سرت واقع شده‌است.